# The Babys
The Babys was een Britse muziekgroep, die actief was in de jaren 1974 tot en met 1980. Ze hadden een aantal hits in Engeland, maar ook in Nederland. Ze waren echter in de Verenigde Staten succesvoller.

## Bezetting
- John Bisaha - basgitaar, leadzang (2013–heden)
- Wally Stocker - leadgitaar (1975–1981, 2013–heden)
- Joey Sykes - ritmegitaar, achtergrondzang (2013–heden)
- Tony Brock - drums, incidenteel piano (1975–1981, 2013–heden), ondersteuning en incidentele leadzang (1975–78)

### Tourneebezetting
- Holly Bisaha - achtergrondzang (2013–heden)
- Elisa Chadbourne - achtergrondzang (2013–heden)
- Francesco Saglietti - keyboards (2013–2015, 2016–2018)
- Eric Ragno - keyboards (2015)
- Brian Johnson - keyboards (2015–2016)
- Louis Middleton - keyboards (2018–2019)
- Walter Ino - keyboards (2019–heden)

### Voormalige leden
- John Waite - leadzang (1975–1981), basgitaar (1975–1979)
- Michael Corby - keyboards, ritmegitaar (1975–1978)
- Jimmy Bain - basgitaar (1975)
- Jonathan Cain - keyboards, ondersteuning en incidentele leadzang (1979–1980), ritmegitaar (1980)
- Ricky Phillips - basgitaar, achtergrondzang (1979–1981)
- J. P. Cervoni - ritmegitaar, achtergrondzang (2013)

## Geschiedenis
De band werd opgericht door Michael Corby (gitaar en toetsen) en manager Adrian Miller in Londen. De naam varieerde van Cry Babys tot Big Babys, maar uiteindelijk bleef The Babys over. De band begon te toeren en kwam toen in contact met producent Bob Ezrin. The Babys werden getekend door Chrysalis Records. De muziek bestaat uit stevige rock en ballads. Het was een wat ongelukkige tijd voor dergelijke muziek, aangezien de punk haar opwachting maakte. Corby en Millar waren niet echt tevreden over het eerste album, maar het publiek, zeker dat in de Verenigde Staten, kocht het album wel. Ook de single If you’ve got time verkocht goed aldaar.
Het tweede album Broken heart bevatte de eerste hit van de band Isn't it time. Het was ook de start van gerommel binnen de band. Het eerste slachtoffer was de manager Millar; hij moest van Chrysalis opstappen. Het tweede slachtoffer was oprichter Corby, die op dat moment meer belangstelling had voor de geboorte van zijn baby. Hij stond ook bekend als de dwarsligger binnen de band en het platenlabel zag meer in de wat makkelijker-in-de-omgang John Waite. Corby liet de beslissing aan de band en werd weggestemd. Het derde album Head first volgde met hit Everytime I think of you, later ook gezongen door Marco Borsato en Lucie Silvas.
Corby werd vervangen, uiteindelijk nam de band Jonathan Cain en Ricky Phillips aan, de laatste kwam uit Nasty Habbit. Waite had zichzelf inmiddels tot leider van de band gepromoveerd. Gedurende een reeks concerten komen The Babys als voorprogramma van Journey te staan. Cain zou uiteindelijk overstappen. Het vierde album van de band bevatte wel wat pittiger muziek, maar zou de ondergang van de band inluiden. Verkoopcijfers bleven achter bij de verwachting.
Tijdens de tournee behorende bij hun één-na-laatste album Union jacks raakte Waite gewond, doordat een overmoedige fan hem van het podium aftrekt gedurende een concert in Cincinnati, Ohio. Na een concert in Akron (Ohio) zegt de band de verdere tournee af. Ze waren gedesillusioneerd doordat ze maar niet doorbraken. Doch achteraf gezien mag ook geconstateerd worden dat er ook persoonlijke conflicten een rol speelden. De relatie tussen Corby en Waite was grondig verstoord.
Na het uiteenvallen van The Babys richtten John Waite, Ricky Philips en Jonathan Cain Bad English op, maar Cain stapte al vrij snel over naar Journey. Brock ging spelen bij Rod Stewart, waar ook Wally Stocker terechtkon. De laatste zat ook in Air Supply.

## Comeback
In 2013 zijn The Babys na 34 jaar weer hervormd, met de originele leden Tony Brock en Wally Stocker samen met nieuwe leden John Bisaha (The Nameless, Azure Blue, Hall of souls, BISAHA) zang en bas en Joey Sykes (Boystown, Coward, Meredith Brooks) gitaar, beide van Amerikaanse afkomst. Het debuut van de 'nieuwe look' Babys gebeurde in de zomer van 2013 in The Canyon Club in Agoura Hills, California.
Live heeft de band nog een keyboardspeler Francesco Saglietti en 'The Babettes' Holly Bisaha en Elisa Chadbourne.
Inmiddels is een nieuwe Cd opgenomen 'I'll have some of that' met 12 nieuwe songs. De release was 24 Juni 2014

## Discografie

### Albums
| Album met eventuele hitnotering(en) in de Nederlandse Album Top 100 | Datum van verschijnen | Datum van binnenkomst | Hoogste positie | Aantal weken | Opmerkingen |
| ------------------------------------------------------------------- | --------------------- | --------------------- | --------------- | ------------ | ----------- |
| The Babys                                                           | 1976                  | -                     |                 |              |             |
| Broken heart                                                        | 1977                  | 07-01-1978            | 9               | 18           |             |
| Head first                                                          | 1979                  | 03-02-1979            | 5               | 13           |             |
| Union jacks                                                         | 1980                  | 26-01-1980            | 24              | 8            |             |
| On the edge                                                         | 1980                  | -                     |                 |              |             |
| Live in America                                                     | 2007                  | -                     |                 |              | Livealbum   |
| I'll have some of that                                              | 2014                  | -                     |                 |              |             |

### Singles
| Single met eventuele hitnotering(en) in de Nederlandse Top 40 | Datum van verschijnen | Datum van binnenkomst | Hoogste positie | Aantal weken | Opmerkingen                           |
| ------------------------------------------------------------- | --------------------- | --------------------- | --------------- | ------------ | ------------------------------------- |
| If you've got the time                                        | 1977                  | -                     |                 |              |                                       |
| Isn't it time                                                 | 1977                  | 10-12-1977            | 4               | 11           | #7 in de Single Top 100 / Alarmschijf |
| A piece of the action                                         | 1977                  | 04-03-1978            | 17              | 7            | #12 in de Single Top 100              |
| I'm falling                                                   | 1978                  | 24-06-1978            | tip9            | -            |                                       |
| Silver dream                                                  | 1978                  | -                     |                 |              |                                       |
| Everytime I think of you                                      | 1978                  | 27-01-1979            | 7               | 10           | #11 in de Single Top 100              |
| Head first                                                    | 1979                  | -                     |                 |              |                                       |
| True love true confessions                                    | 1979                  | -                     |                 |              |                                       |
| Back on my feet again                                         | 1979                  | -                     |                 |              |                                       |
| Midnight rendezvous                                           | 1980                  | -                     |                 |              |                                       |
| Turn and walk away                                            | 1980                  | -                     |                 |              |                                       |
| Not ready to say goodbye                                      | 2013                  | -                     |                 |              |                                       |
| I see you there                                               | 2014                  | -                     |                 |              |                                       |

### NPO Radio 2 Top 2000
| Nummers met noteringen in de NPO Radio 2 Top 2000 | '99 | '00 | '01 | '02 | '03  | '04  | '05  | '06  | '07  | '08  | '09  | '10  | '11  | '12  | '13  | '14  | '15  | '16  | '17  | '18  | '19  | '20  | '21  | '22  | '23  | '24  |
| ------------------------------------------------- | --- | --- | --- | --- | ---- | ---- | ---- | ---- | ---- | ---- | ---- | ---- | ---- | ---- | ---- | ---- | ---- | ---- | ---- | ---- | ---- | ---- | ---- | ---- | ---- | ---- |
| A Piece of the Action                             | -   | -   | 793 | 931 | 1159 | 1198 | 1542 | 1444 | 1475 | 1356 | 1524 | 1616 | 1851 | 1566 | 1849 | 1759 | 1983 | 1776 | 1919 | -    | -    | -    | -    | -    | -    | -    |
| Everytime I Think of You                          | 311 | 172 | 186 | 175 | 304  | 234  | 336  | 232  | 324  | 249  | 546  | 399  | 490  | 608  | 755  | 492  | 539  | 521  | 520  | 1541 | 1276 | 1373 | 1451 | 1443 | 1511 | 1698 |
| Isn't It Time                                     | 690 | 540 | 385 | 501 | 646  | 682  | 749  | 707  | 765  | 666  | 891  | 1019 | 1093 | 816  | 1420 | 1148 | 1287 | 1073 | 1033 | 1997 | 1755 | 1762 | 1858 | 1669 | 1966 | 1927 |

1. ↑  Een '-' betekent dat het nummer niet was genoteerd en een vetgedrukt getal geeft de hoogste notering van een nummer aan.